# Panay (Fluss)
Der Panay (eng.: Panay River) ist ein Fluss in der Provinz Capiz auf den Philippinen. Er entspringt im Nacuron-Gebirge, dem westlichen Teil der Central-Panay-Berge, in der Nähe der Grenze zur Provinz Aklan. Der Panay hat eine Länge von 152 km und ein Wassereinzugsgebiet von 1843 km². 
Ab seiner Quelle, in der Gemeinde Jamindan, fließt der Panay in nordöstliche Richtung in einem weiten Flusstal und vereinigt sich mit seinem wichtigsten Nebenflüssen, dem Badbaran, dem Mambusao und dem Maayon. Ab seinem Zusammenfluss ändert der Panay seine Fließrichtung von Nordost auf Nord, teilt sich wenige Kilometer später in den Unterlauf des Panay und den Pontevedra genannten Flussarm. Der Pontevedra fließt nach Nordost und mündet in die Palongpong-Bucht, im Süden der Bucht von Pilar. Der Pontevedra ist der wasserreichere Flussarm, da der Unterlauf des Panay stark von Sedimentation betroffen ist. Der Unterlauf des Panay mündet westlich von Roxas City in die Sibuyan-See.        